# Ikowka
Ikowka (ros. Иковка) – wieś (sieło) w Rosji, w obwodzie kurgańskim, w rejonie kietowskim. W 2010 liczyła 4672 mieszkańców.